# Diffus lys
|  | Sammenskrivningsforslag Artiklen Diffus lys er foreslået føjet ind i Dagslys. (Siden januar 2023) Diskutér forslaget |

Diffus lys er lys der giver næsten ingen skygger, det vil sige det kommer fra alle retninger, svarende til en overskyet dag uden huller i skyer.